# IC 3154
IC 3154 ist eine elliptische Galaxie vom Hubble-Typ E im Sternbild Haar der Berenike. Sie ist schätzungsweise 307 Millionen Lichtjahre von der Milchstraße entfernt.
Das Objekt wurde am 23. März 1903 von Max Wolf  entdeckt.